# Almudena Guzmán
Almudena Guzmán (Navacerrada, 1964) es una poeta y periodista española. 

## Biografía
Licenciada en Filología Hispánica, obtuvo su doctorado con una tesis sobre Francisco de Quevedo y Villegas. Colabora habitualmente con artículos de opinión en el diario ABC y en el suplemento cultural del mismo.
Comenzó a escribir poesía cuando apenas tenía 15 años, y ha obtenido una larga serie de premios y reconocimientos, entre los que cabe destacar quedar finalista del Premio Hiperión por su obra Usted (1986), el Premio Ciudad de Melilla, conseguido tres años después, con El libro del Tamar, que fue prologado por Claudio Rodríguez y el Premio Internacional de Poesía Claudio Rodríguez por su obra El príncipe rojo (2006).
La poesía de Almudena Guzmán es de temática fundamentalmente amorosa y sensual. Hace suyas dentro de las posibilidades expresivas de la poesía española contemporánea el verso libre y el lenguaje coloquial con frecuentes imágenes surrealistas.

## Obras
- Poemas de Lida Sal. Madrid, Libros Dante, 1981
- La playa del olvido. Madrid. Altair, 1984
- Usted. Madrid. Hiperión, 1986. (Finalista del I Premio Hiperión de Poesía)
- El libro de Tamar. Melilla. Ciudad Autónoma de Melilla, 1989 (Premio Internacional de Poesía Ciudad de Melilla) 2.ª ed., Granada, La General, 1991
- Poemas Palma de Mallorca. Universidad de las Islas Baleares, 1999
- Calendario. Madrid. Hiperión, 2001
- El príncipe rojo. Madrid. Hiperión, 2005 (Premio Internacional de Poesía Claudio Rodríguez).
- Zonas comunes. Madrid. Visor, 2011. (XXIV Premio Tiflos de Poesía)